# Hiroyuki Okiura
Hiroyuki Okiura (沖浦啓之?, Okiura Hiroyuki; Katano, 13 ottobre 1966) è un regista, sceneggiatore e animatore giapponese.

## Carriera
Okiura lasciò la scuola superiore all'età di sedici anni per entrare nel mondo dell'animazione, iniziando a lavorare per lo studio Anime R, dove gli insegnò Moriyasu Taniguchi. Si distinse per la sua grande capacità di animare in modo dettagliato e fluido, dimostrando enorme abilità nella scena dell'attacco dei chopper in Patlabor 2: The Movie e nella sequenza d'apertura di Cowboy Bebop - Il film, in cui riuscì a conferire ai personaggi movimenti estremamente realistici (cosa che si sarebbe ritrovata in molte altre produzioni della Production I.G., per la quale tuttora lavora). Debuttò come regista nel 1999, realizzando Jin-Roh - Uomini e lupi, scritto appositamente per lui dal mentore Mamoru Oshii e che vinse il Minami Toshiko Award all'undicesima edizione dello Yubari International Fantastic Film Festival nel febbraio 2000. A distanza di dodici anni da quest'opera, diresse il suo secondo lungometraggio, Una lettera per Momo, che venne presentato, dopo sette anni di produzione, al 2011 Toronto International Film Festival.

## Vita privata
Okiura è sposato con la doppiatrice Sumi Mutoh, che diede la voce a Kei Amemiya in Jin-Roh.

## Filmografia

### Regista
- Black Magic M-66 (1987, regista dell'animazione e key animator)
- Zillion (1987, regista dell'animazione, character designer, key animator)
- Record of Lodoss War (1990, regista dell'animazione)
- Hashire Melos! (1992, regista dell'animazione, character designer e storyboard)
- Jin-Roh - Uomini e lupi (1999, regista, character designer e storyboard)
- Una lettera per Momo (2011, regista, sceneggiatore e storyboard)
- Japan Animator Expo (2015, ep. 34, regista dell'animazione, character designer, sceneggiatore, key animator)[3][4]

### Animazioni chiave
- Miyuki (1983-1994)
- Kiko soseiki Mospeada (1983-1984)
- Black Magic M-66 (1987, anche animation director)
- Akira (1988)
- Venus Wars (1989)
- Patlabor: The Movie (1989)
- Roujin Z (1991)
- Catnapped! (1995)
- Memories (1995, capo animatore e key animator: Magnetic Rose / key animator: Stink Bomb)
- Blood: The Last Vampire (2000)
- Metropolis (2001)
- Cowboy Bebop - Il film (2001, opening credit sequence director e key animator)
- Tennis no Ōjisama – Futari no Samurai (2005)
- xxxHOLiC - Il film (2005)
- Naruto il film: La leggenda della pietra di Gelel (2005)
- Paprika - Sognando un sogno (2006)
- Evangelion: 3.0 You Can (Not) Redo (2012)
- Blade Runner: Black Out 2022 (2017)

### Altro
- Blue Comet SPT Layzner (1985-1986, regista delle animazioni meccaniche)
- Patlabor 2: The Movie (1993, assistente supervisore dell'animazione)
- Ghost in the Shell (1995, character design, supervisore dell'animazione e artista layout)
- Ghost in the Shell 2 - Innocence (2004, character designer e supervisore dell'animazione)